# SoftBank 301F
ARROWS A 301F（アローズ エース サンマルイチエフ）は、富士通モバイルコミュニケーションズによって開発された、ソフトバンクモバイルの第3.9世代移動通信システム（SoftBank 4G／SoftBank 4G LTE）端末である。SoftBank スマートフォンシリーズのひとつ。OSはAndroid 4.2を搭載している。

## 概要
202Fの後継機種で、大幅な改良を施す。本機種は女性ユーザー向けにターゲットし、持ちやすさや使いやすさに特化している。
バッテリー容量は先代機種より少ない2600mAhであるが、専用の卓上ホルダまたはACアダプタを使うことにより、電池残量が15%の状態から10分充電しただけで1日持続し、フル充電で3日間利用可能である。ただし、先代同様バッテリーの取り外しはできない。
液晶は5.0インチフルHDでありながら本機種はそれに加え省電力RAMを搭載し、電池持ちは向上している。使う機能や操作によりCPUのコアやクロック数を制御する機能も備えている。富士通の端末で定番の「スマート指紋センサー」は、画面ON/OFFの時間が短縮し、 形状が丸型になり操作性を向上。またインカメラが顔の向きを検知し、寝転がっても顔の向きに合わせ画面が自動で横向きにならない「あわせるローテーション」やタッチ操作を一時的にロックすることで、動画の再生中やアプリ利用中に誤って子供が画面に触れても、意図しない操作や画面オフなどを防ぐ「タッチブロックモード」も新機能として追加した。
メインカメラは1310万画素で、「パーフェクトチューニング」がさらに進化。先代と同じくソニー製の裏面照射積層型CMOSセンサー「Exmor RS for mobile」を採用するとともに、富士通セミコンダクターが新たに開発した画像処理エンジン「GRANVU (グランビュー)」を搭載することにより、暗い場所でも鮮明に撮影することができるようになった。さらに「インテリジェントフラッシュ」はフラッシュの輝度を被写体との距離に応じて自動調整するとともに、「クイックフォーカス」で構えた時の姿勢を検出してすばやく正確に捉えるため、どんな場所でも美しい写真を残せる。動画コンテンツなどの再生には、独自の新型映像処理エンジン「Xevic (ゼビック)」搭載し、自然な色合いを再現可能である。
ボディにはラウンドフォルムに施し、女性の手に馴染むよう設計している。背面にはダイヤモンド粒子を使用した「ダイヤモンドタフコート」を本体を塗装しているので通常塗装より3.5倍強く、美しい状態を長く保つことが可能。またプリセットコンテンツには、サウンドクリエイターの中村弘二氏による音源を内蔵している。
キャッチコピーは、「10分充電で1日、フル充電で3日使える」。
ソフトバンク端末としては、SoftBank 201HW以来4機種目のSIMロック解除対象端末である。ただし、2014年2月12日以降のソフトウェア更新を適用した端末においてSIMロック解除後にNCKコード入力画面が表示される場合があり、その場合にはソフトバンクショップ店頭でNCKコードを発行してもらう必要がある。

## その他機能
| 主な対応サービス       | 主な対応サービス   | 主な対応サービス             | 主な対応サービス                              |
| ---------------------- | ------------------ | ---------------------------- | --------------------------------------------- |
| タッチパネル           | FHD液晶 5.0インチ  | フルブラウザ                 | Hybrid 4G LTE (SoftBank 4G／SoftBank 4G LTE ) |
| バッテリー容量 2600mAh | テザリング         | WiFi                         | GPS                                           |
| 1310万画素カメラ       | ワンセグ／フルセグ | デジタルオーディオプレーヤー | おサイフケータイ／NFC                         |
| Bluetooth              | 赤外線通信         | 緊急速報メール               | 防水／防塵                                    |

## 歴史
- 2013年9月30日 - ソフトバンクモバイルより発表。
- 2013年11月22日 - 事前予約開始。
- 2013年12月6日 - 発売開始。
- 2014年2月12日 - ソフトウェア更新。ビルド番号:V16R44A
LTE国際ローミングに対応[7]。
- 2014年8月29日 - ソフトウェア更新。ビルド番号:V18R46D
新サービス「App Pass」対応[8]。
- 2015年6月29日 - ソフトウェア更新。ビルド番号:V21R49A
ワンセグの録画ファイル再生をより快適に行うための改善[9]。

なお、2017年3月31日に配信が停止され、ユーザーによる端末単体でのアップデートが実行できなくなる。もし4月1日以降にアップデートを希望する場合はSoftBankの店頭に端末を預け、メーカーの修理拠点でアップデートを適用してもらう形になる為持ち込み修理扱いになるが無償で対応する（損傷などがある場合別途有償になる可能性あり）。